# Glaucó (germà de Plató)
Glaucó (en llatí Glaucon, en grec antic Γλαύκων) fou fill d'Aristó i germà de Plató.
Aquest l'assenyala a la seva obra Parmènides com un dels dirigents del consell atenenc, i també apareix com a tal a la Memorabilia de Xenofont. A Suides se l'anomena Glauc (Glaukos). Sembla que fou un filòsof, que seria el mateix del que Diògenes Laerci diu que va escriure un llibre amb nou diàlegs, titulats Φειδύλος, Εὐριπίδης, Ἀμύντιχος, Εὐθίας, Λυσιθειδης, Ἀριστοφάνης, Κέφαλος, Ἀναξίφημος, Μενέξενος. Diògenes diu que altres trenta-dos diàlegs li són atribuïts, però els considera espuris.